# Diictodon
Diictodon war ein herbivores Landwirbeltier, das den Synapsiden angehörte. Es lebte im Oberperm und fiel dem Massenaussterben an der Perm-Trias-Grenze zum Opfer. Fossilien wurden in China und Südafrika gefunden, darunter waren auch Exemplare am Grund von spiralförmigen Erdbauten.

## Merkmale
Diictodon wurde etwa 45 Zentimeter lang, davon nahm der Schädel neun Zentimeter ein. Es war, bis auf zwei Stoßzähne bei den Männchen, zahnlos. Die Intertemporalregion zwischen den beiden  synapsiden Schädelfenstern war schmal und ermöglichten eine gut entwickelte Kiefermuskulatur. Längsrillen auf der Prämaxillare und dem Dentale sprechen für einen Hornschnabel auf den Kieferspitzen. Der Schädel zeigt keine Anpassungen an eine grabende Lebensweise, wohl aber die krallenbesetzten, breiten Vorderfüße und das übrige Postcranialskelett. Der Rumpf war walzenförmig, die Gliedmaßen kurz und dick, der Schwanz sehr kurz.

## Lebensweise
Diictodon lebte in selbstgegrabenen Erdbauten, die spiralförmig etwa einen halben Meter in die Tiefe reichten und am Ende eine vergrößerte Kammer aufwiesen. Wahrscheinlich nutzte er seine Vorderfüße zum Graben und die Hinterbeine, um den gelockerten Bodengrund wegzustoßen. Möglicherweise nutzte Diictodon auch Erdbauten, die von anderen Tieren angelegt wurden. Er ernährte sich von Wurzeln und Knollen.